# جانو ديل أومبريا
جانو ديل أومبريا (بالإيطالية: Giano dell'Umbria)‏ هي بلدية في مقاطعة بيرودجا في إقليم أومبريا في إيطاليا.

## السكان
في سنة 1861 بلغ عدد السكان 1٬685 نسمة، وتطور العدد ليصل في سنة 2011 لـ 3٬816 نسمة.
يظهر هذا المخطط البياني تطور النمو السكاني لـ جانو ديل أومبريا